# Örebro Syrianska IF
Örebro Syrianska IF är en fotbollsförening som grundades i Örebro 1977 och som då blev den första syrianska fotbollsföreningen, endast ett par månader äldre än dess syskonförening Syrianska FC. Laget spelar i Ettan Norra. Hemmaarena är Mellringe IP.

## Historia

### Grundandet och det första decenniet
När klubben grundades 1977 och fram till 1984 tränades laget av Nabil Makdisi, Atalla Barsoum och George Barsom. Att laget kanske inte hade höga ambitioner tydliggjordes av att spelarna i halvlek och ibland under match valde att ta en paus för att ge efter för röksuget. Man spelade då i korpserien.

### Jojoåren under det andra decenniet
Mellan åren 1989 och 1999 hade man högre ambitioner och laget tog sig in i seriespelet i division 6 och därifrån gick tåget vidare upp mot division 4, men laget lyckades inte etablera sig och pendlade likt en jojo i seriesystemet.

### Det nya millenniet och bättre tider
1998 tog Melke Alan och Abgar Barsom över tränarsysslan i laget och 1999 slutade man på förstaplats i division 6. 2007 hade man tagit klivit upp till division 3 för allra första gången och det blev med klubbens mått en succé och man slutade på en sjätteplats. 2008 placerade man sig som femma i division 3, en ny toppnotering för klubben, under ledning av de spelande tränarna Samuel Mokédé och Nuri Aykal. Till säsongen 2009 kom klubben att ha ett nytt tränarpar, Hans Källén och Peter Göransson, som närmast kom ifrån IFK Kumla.

## Hemmaarena
Klubben har tidigare haft som tradition att spela sina hemmamatcher på Hedens IP, dock har man på senare år flyttat först till Trängens IP och sedan, inför säsongen 2008, till nuvarande hemmaarena, Örnsro IP. Örnsro IP är Örebros äldsta idrottsplats. Det finns också planer bland politiker att bygga en ny fotbollsanläggning för klubben där Varbergaskogen idag ligger.

## Spelartruppen
(L) - Inlånad spelare
| Nummer      | Land      | Spelare            | Födelsedatum     | Kom från        | Moderklubb          |
| Målvakter   | Målvakter | Målvakter          | Målvakter        | Målvakter       | Målvakter           |
| ----------- | --------- | ------------------ | ---------------- | --------------- | ------------------- |
| 1           | Sverige   | Oscar Franck       | 13 juni 2002     | Karlslunds IF   | Karlslunds IF       |
| 30          | Sverige   | Karl Serrano       | 31 januari 2004  | Degerfors IF    | Ulvåkers IF         |
| Försvarare  |           |                    |                  |                 |                     |
| 2           | Sverige   | Oscar Windahl      | 12 juni 2002     | BK Forward      | Glanshammars IF     |
| 3           | Sverige   | Swaibou Conta      | 23 maj 2003      | Nacka FC        | Sverige             |
| 4           | Sverige   | Carl Wärme         | 12 januari 2004  | IFK Eskilstuna  | IFK Eskilstuna      |
| 5           | Sverige   | Amer Jusic         | 26 februari 2003 | Åtvidabergs FF  | IF Elfsborg         |
| 6           | Sverige   | Hugo Nilsson       | 24 augusti 2003  | Friska Viljor   | Sollefteå GIF       |
| 15          | Sverige   | Stefan Ceganjac    | 4 maj 2003       | Bergdalens IK   | Sverige             |
| Mittfältare |           |                    |                  |                 |                     |
| 7           | Norge     | Jesper Wichstrøm   | 27 januari 2003  | Kvik Halden     | Borgen              |
| 8           | Sverige   | Henric Asp         | 14 juli 2004     | BK Forward      | Götlunda IF         |
| 14          | Finland   | Tyson Afshari      | 25 april 2005    | Örebro SK       | Nacka FC            |
| 18          | Sverige   | Abdikhaliq Mohamud | 5 december 2005  | Karlslunds IF   | Karlslunds IF       |
| 20          | Sverige   | John Lindhé Rehn   | 19 januari 2005  | Örebro SK       | Sverige             |
| 21          | Sverige   | Jakob Norrman      | 28 april 2004    | Friska Viljor   | Frösö IF            |
| 22          | Sverige   | Isac Spanedal      | 16 maj 1998      | Umeå FC         | Brämhults IK        |
| 23          | Sverige   | Konrad Gustafsson  | 26 november 1997 | NSÍ Runavík     | Örebro SK           |
| 24          | Sverige   | De Pievre Ilunga   | 2 januari 2006   | Degerfors IF    | Finspångs FK        |
| 42          | Spanien   | Mamadou Sylla      | 26 januari 2003  | Unión Molinense | Granollers          |
| Anfallare   |           |                    |                  |                 |                     |
| 9           | Sverige   | Robin Hadad        | 6 maj 2005       | Karlslunds IF   | Sverige             |
| 10          | Sverige   | Philip Malky       | 17 juni 2004     | Örebro SK       | Örebro Syrianska IF |
| 11          | Sverige   | Bilal Fousseni     | 31 januari 2006  | Örebro SK       | BK Forward          |
| 16          | Sverige   | Carlos Jacinto     | 30 december 2002 | IK Franke       | Gideonsbergs IF     |
| 19          | Sverige   | Ebbe Wingemark     | 7 maj 2006       | Örebro SK       | IFK Eskilstuna      |

### Utlånade spelare
| Nr | Land    | Pos | Namn                                         |
| -- | ------- | --- | -------------------------------------------- |
| 17 | Sverige | A   | Henry Hertzman (i IF Eker till 30 juni 2025) |

## Övrigt
- Bästa säsong: Etta i division 3 (2014)
- Högsta publiksiffra: 2 375 åskådare mot Syrianska IF Kerburan, kvartsfinal i Syrianska Cupen 1989